# Operazione Konrad
Operazione Konrad era il nome in codice assegnato dall'Alto comando tedesco a tre controffensive sferrate a partire dal 1º gennaio 1945 da numerose Panzer-Divisionen della Wehrmacht e delle Waffen-SS per cercare di sbloccare la guarnigione tedesco-ungherese accerchiata a Budapest dal 27 dicembre 1944 e fermare l'avanzata dell'Armata Rossa nel settore meridionale del fronte orientale, durante la seconda guerra mondiale.
Organizzata in fretta, su disposizione di Hitler, con l'afflusso di divisioni corazzate fresche delle SS trasferite dal fronte della Vistola, l'operazione Konrad ottenne qualche successo e inflisse dure perdite ai sovietici ma non riuscì nei suoi obiettivi strategici. Ostacolate dal maltempo, dalle difficoltà logistiche e dalla tenace resistenza delle riserve del nemico, le forze tedesche dovettero abbandonare, alla fine del mese di gennaio, le speranze di sbloccare Budapest e ripiegare sulle posizioni di partenza. La capitale ungherese sarebbe caduta definitivamente in mano sovietica il 13 febbraio 1945.

## Battaglia di Budapest
Il 27 dicembre 1944 le forze del 2º Fronte ucraino del maresciallo Malinovskij (reparti della 6ª Armata corazzata delle guardie) e del 3º Fronte ucraino del maresciallo Tolbuchin (formazioni del 18º Corpo corazzato) si riunirono a Esztergom, chiudendo finalmente la manovra a tenaglia intorno a Budapest e accerchiando almeno 100 000 soldati tedeschi e ungheresi nell'area della capitale. Gli scontri tra le truppe dell'Armata Rossa e le cospicue forze corazzate raggruppate dal comando tedesco in Ungheria si erano prolungati per settimane con alterne vicende e solo dopo il 20 dicembre le forze sovietiche avevano avuto la meglio dopo aver respinto forti contrattacchi del 3º e del 57º Panzerkorps sia a nord che a sud di Budapest.
Fin dall'ottobre 1944 Hitler aveva continuamente rafforzato il suo schieramento nelle pianure ungheresi dando grande importanza alla battaglia in questa zona anche a scapito degli altri settori del fronte orientale più critici per la difesa del cuore della Germania. Mentre dal 16 dicembre 1944 era in pieno svolgimento, inizialmente con notevole successo, l'offensiva delle Ardenne sul fronte occidentale, il Führer aveva inviato altre tre Panzer-Divisionen (3, 6. e 8. Panzer-Division) in Ungheria per mantenere il possesso di Budapest.
Ancora il 24 dicembre, mentre era ormai imminente, nonostante l'intervento di queste divisioni corazzate, l'accerchiamento della capitale, Hitler, dopo aver destituito il 23 dicembre il generale Hans Friessner (comandante in capo del Gruppo d'armate Sud) e il generale Maximilian Fretter-Pico (comandante della 6ª Armata) sostituendoli rispettivamente con il generale Otto Wöhler e il generale Hermann Balck sottolineò, durante una riunione al suo quartier generale occidentale di Ziegenberg alla presenza del deluso e irritato generale Heinz Guderian (capo del OKH), la grande importanza di una vittoriosa resistenza a Budapest anche per non compromettere l'importante effetto propagandistico della attesa vittoria nelle Ardenne.
Quindi, ben lontano dal rinunciare alla lotta, il Führer decretò il giorno di Natale (le Panzer-Divisionen tedesche in occidente erano nello stesso momento arrivate in vista della Mosa) un ulteriore rafforzamento delle forze meccanizzate tedesche in Ungheria, ordinando il trasferimento in questo settore del potente 4º Panzerkorps-SS dell'abile generale Herbert Gille fino a quel momento schierato sul fronte della Vistola. Il generale Guderian, già in viaggio per Zossen, non venne consultato riguardo a questo trasferimento che sguarniva la pericolosa direttrice Vistola-Oder; il generale era risolutamente contrario a questi progetti offensivi di Hitler in Ungheria e aveva illustrato in precedenza le valutazioni del suo ufficio informazioni sull'enorme concentramento di forze sovietiche schierato sul fronte polacco, incontrando però lo scetticismo e il sarcasmo del Führer. 

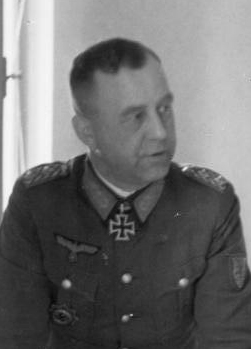
Il generale d'armata Otto Wöhler, comandante del Gruppo d'armate Sud.

Quindi in pochi giorni le due divisioni corazzate del 4. Panzerkorps-SS, equipaggiate con circa 260 carri armati, vennero trasferite sul fronte di Budapest allo scopo di affrettare al massimo la controffensiva per sbloccare la capitale ungherese già sottoposta ai pesanti attacchi del 3º Fronte ucraino del maresciallo Malinovskij. Il poco tempo a disposizione per rompere l'accerchiamento di Budapest e liberare le forze bloccate all'interno della sacca, impose al comando tedesco di effettuare l'attacco partendo da Komarno (a nord-ovest della capitale) lungo la difficile direttrice Bicske-Budapest in un aspro territorio in parte attraversato dalle colline di Vértes, invece di utilizzare la via Székesfehérvár-Budapest, più lunga ma su un terreno pianeggiante adatto alle rapide manovre con mezzi corazzati.
Nella pianificazione dello Stavka, il 2º Fronte ucraino del maresciallo Malinovskij doveva occuparsi della battaglia a Budapest e schiacciare in tempi rapidi le forze tedesco-ungheresi accerchiate impiegando tre corpi d'armata (di cui uno rumeno) tratti dalla 7ª Armata delle guardie del generale Sumilov, mentre era compito del maresciallo Tolbuchin, comandante del 3º Fronte ucraino, sbarrare saldamente le vie d'accesso alla città, impedendo ogni tentativo tedesco di soccorrere la guarnigione intrappolata. La 4ª Armata del generale Zakharov era schierata nel settore nord-occidentale delle linee sovietiche di accerchiamento esterno e furono proprio le formazioni del 31º Corpo di questa armata che subirono, il 1º gennaio 1945, il primo urto della controffensiva tedesca guidata dal 4º Panzerkorps-SS di Gille Il servizio informazioni dell'Armata Rossa segnalò il movimento delle divisioni Waffen-SS dalla Polonia, ma non fu in grado di individuare tempestivamente la loro direzione di marcia e il loro nuovo schieramento in Ungheria, con il risultato che i sovietici furono inizialmente colti di sorpresa dall'attacco tedesco.

## Le controffensive tedesche

### Konrad I

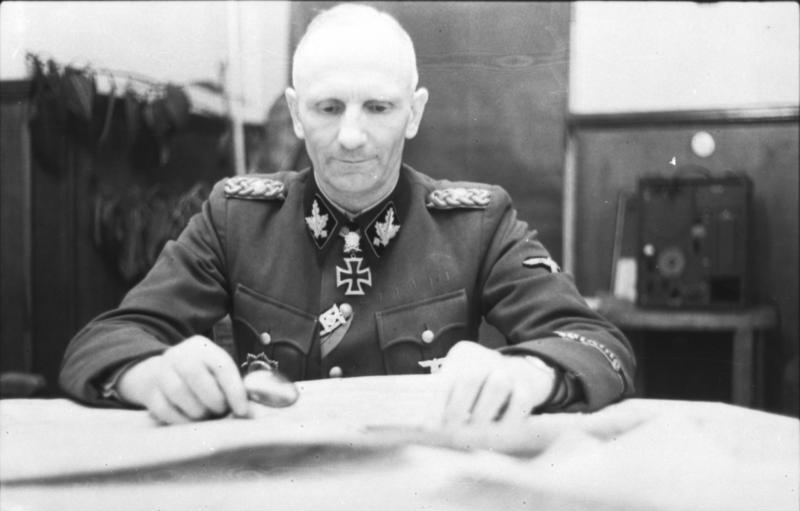
LSS-Obergruppenführer Herbert Gille, l'energico comandante del 4. Panzerkorps-SS durante l'operazione Konrad

La prima controffensiva tedesca (in codice "operazione Konrad") da parte della 6ª Armata del generale Hermann Balck per raggiungere la capitale ungherese e sbloccare le truppe assediate ebbe inizio il 1º gennaio 1945 (lo stesso giorno in cui sul fronte occidentale iniziava l'operazione Nordwind, il nuovo attacco tedesco in Alsazia) da Komarno in direzione sud-est verso Budapest, con un tempo proibitivo e su un terreno disagevole e reso ulteriormente difficoltoso dalla neve abbondante. Energicamente incitate dal SS-Obergruppenführer Herbert Gille, comandante del 4 Panzerkorps-SS, le due divisioni corazzate Waffen-SS, "Totenkopf" (SS-Brigadeführer Hellmuth Becker) e "Wiking" (SS-Oberführer Karl Ullrich), appoggiate sul fianco destro dal Gruppe Pape (reparti della 3. Panzer-Division e della Panzer-Division Feldherrnhalle), fecero inizialmente buoni progressi, sorprendendo e mettendo in difficoltà le forze sovietiche della 4ª Armata delle guardie che non prevedevano un attacco tedesco in tempi così brevi: la Luftwaffe intervenne per sostenere l'avanzata delle forze meccanizzate che nei primi giorni proseguì anche se lentamente a causa del pessimo clima invernale ed anche per un rafforzamento delle difese nemiche.
L'offensiva del 4. Panzerkorps-SS, sostenuta anche da un attacco attraverso il Danubio, a ovest di Esztergom, da parte della 96ª Divisione di fanteria, mise subito in allarme il maresciallo Tolbuchin e l'Alto comando sovietico che procedette a mettere in campo prima il 18º Corpo corazzato e quindi il 2º Corpo meccanizzato delle guardie, per bloccare l'avanzata dei panzer delle SS, mentre il 4 gennaio diede ordine al maresciallo Malinovskij di organizzare una immediata controffensiva a nord del Danubio, per minacciare, puntando su Komarno, le retrovie delle forze tedesche attaccanti. Nel frattempo le due Panzer-Divisionen delle Waffen-SS proseguirono la loro faticosa offensiva respingendo con gravi perdite il 18º Corpo corazzato sovietico, occuparono Tata e si avvicinarono pericolosamente all'importante centro di Bicske, a soli 25 km da Budapest, da dove anche le forze tedesco-ungheresi assediate sferrarono alcuni attacchi di alleggerimento per sostenere gli sforzi delle colonne di soccorso. Ma il maltempo continuò ad intralciare grandemente l'avanzata e i tedeschi subirono forti perdite contro gli efficaci sbarramenti anticarro organizzati dai sovietici in posizioni dominanti. 

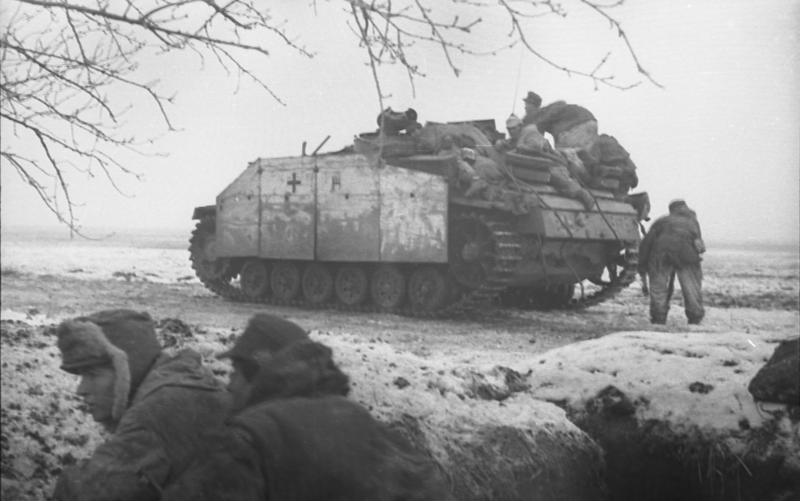
Cannoni d'assalto e granatieri tedeschi in azione nelle proibitive condizioni invernali del fronte orientale.

Il 7 gennaio ormai la spinta propulsiva delle Waffen-SS lungo la direttrice Bicske-Budapest era esaurita di fronte alla crescente forza delle formazioni nemiche, mentre importanti sviluppi erano in corso dal 6 gennaio a nord del Danubio dove la 6ª Armata corazzata delle guardie ed elementi della 7ª Armata, appartenenti al fronte di Malinovskij erano passati a loro volta all'attacco contro le retrovie del 4º Panzerkorps-SS, difese dal 57º Panzerkorps del generale Friedrich Kirchner. Dopo aver conquistato una testa di ponte sul fiume Hron, i carri armati del generale Andrej Kravčenko cercarono di proseguire a sud-ovest verso Komarno, ma ben presto il 9º Corpo meccanizzato delle guardie venne contrattaccato sul suo fianco destro dalla 20. Panzer-Division, mentre anche il 5º Corpo corazzato delle guardie dovette affrontare duri scontri con la 8. Panzer-Division sul fianco sinistro.
Nonostante il rinforzo del 4º Corpo meccanizzato delle guardie (ridotto a soli 50 carri armati), la 6ª Armata corazzata del generale Kravčenko si trovò in difficoltà contro le forze del 57º Panzerkorps (8. e 20. Panzer-Division, 2ª Divisione corazzata ungherese) e dovette passare sulla difensiva abbandonando una parte del territorio conquistato; inoltre sulla riva meridionale del Danubio si sviluppò con successo un'avanzata della 96ª Divisione fanteria e di reparti della "Wiking" che portò alla importante riconquista di Estzergom.
Sul fronte di Bicske invece l'operazione Konrad era fallita dopo un ultimo attacco l'8 gennaio del 4º Panzerkorps-SS respinto dalle difese sovietiche; le Waffen-SS avevano messo in difficoltà lo schieramento sovietico, ma avevano subito dure perdite (3 000 morti e feriti e 39 mezzi corazzati) senza riuscire a raggiungere la capitale ungherese dove infuriavano gli scontri all'interno dell'area urbana tra la combattiva guarnigione e i gruppi d'assalto sovietici (Sturmovyi gruppyi).

### Konrad II
Mentre si sviluppavano gli alterni scontri a nord-ovest di Budapest, a partire dal 7 gennaio era passato all'attacco più a sud, dalla regione di Mór, anche il 3. Panzerkorps del generale Hermann Breith, con lo scopo di avvicinarsi alla capitale ungherese da sud-ovest, sperando in un indebolimento delle forze sovietiche rischierate in parte per fronteggiare il 4. Panzerkorps-SS nell'area di Bicske. Le tre divisioni corazzate del 3º Panzerkorps (1., 3. e 23. Panzer-Division) iniziarono ad avanzare verso Zámoly, cercando di collegarsi con il raggruppamento del generale Gille in combattimento nei pressi di Bicske, ma la resistenza sovietica fu molto dura e si svilupparono aspri combattimenti. Dal 7 all'11 gennaio 1945 il 20º Corpo d'armata sovietico, rafforzato dall'intervento del 7º Corpo meccanizzato, sostenne gli attacchi e riuscì infine a bloccare con pesanti perdite ogni ulteriore avanzata tedesca in questo settore. 

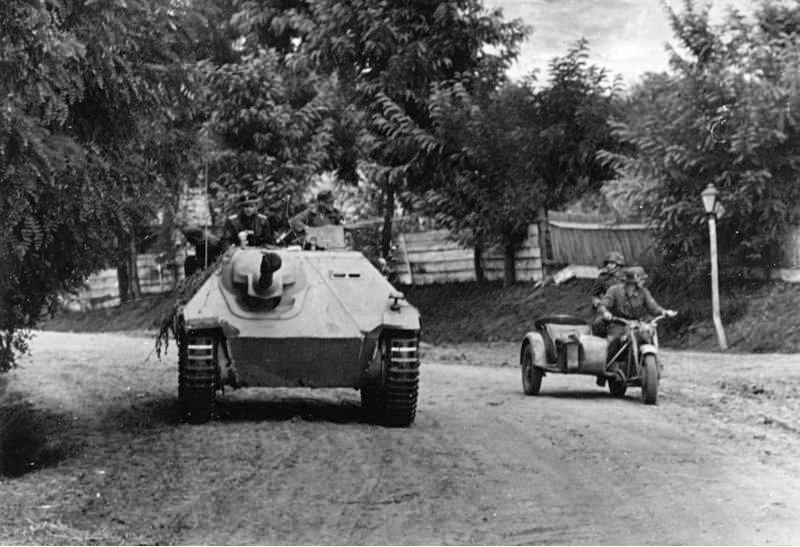
Un reparto meccanizzato delle Waffen-SS, durante i combattimenti in Ungheria; a sinistra un jagdpanzer Hetzer.

Il generale Breith dovette sospendere l'operazione e passare nuovamente sulla difensiva, perdendo anche una parte del terreno conquistato; anche l'intervento, a nord di Székesfehérvár, del 1º Corpo di cavalleria non ottenne risultati di fronte alle solide difese sovietiche. L'assedio di Budapest continuava, mentre Hitler, sempre deciso a mantenere il possesso della città per motivi strategici (protezione dell'Austria e del fianco sud del territorio del Reich) ma anche per motivazioni propagandistiche, respinse ripetutamente le richieste del comando tedesco, sostenute anche dal generale Balck, di autorizzare una manovra di sganciamento da parte delle truppe tedesco-ungheresi accerchiate all'interno della città e ormai in grave difficoltà.

Inoltre il Führer, cosciente del probabile fallimento dell'attacco a nord-ovest di Budapest, già il 9 gennaio ipotizzò un trasferimento del 4º Panzerkorps-SS per provare a raggiungere la città da sud-ovest, mentre l'8 gennaio aveva addirittura deciso di ritirare dal fronte delle Ardenne l'intera 6. Panzerarmee, con le sue quattro divisioni corazzate Waffen-SS, per trasferirla sul fronte d'Ungheria, nonostante le accese proteste del generale Guderian, sempre più preoccupato per il fronte della Vistola. Il 10 gennaio, mentre si esauriva il tentativo da Mór del 3. Panzerkorps, il 4. Panzerkorps-SS sferrò un nuovo attacco a nord di Bicske per tentare di aggirare questo caposaldo sovietico e marciare su Budapest da nord, attraverso i Monti Pilis. 

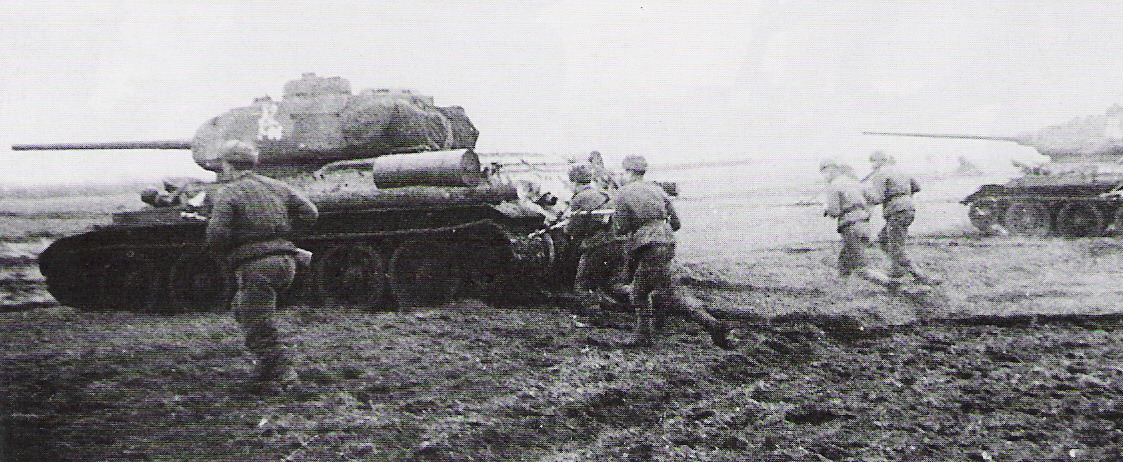
Fanti e carri sovietici T-34/85 all'attacco durante la battaglia di Budapest.

 Dopo qualche successo iniziale (le forze tedesche si avvicinarono all'aeroporto di Budapest), anche questa operazione "Konrad II" dovette essere abbandonata di fronte alle difficoltà del terreno quasi impraticabile ed al rafforzamento delle difese nemiche. In realtà già il 12 gennaio Gille iniziò a sganciare le sue forze dalla prima linea ed a portarle nelle retrovie per effettuare un rapido spostamento per ferrovia della "Totenkopf" e della "Wiking" nel settore meridionale e sferrare un nuovo attacco a sorpresa.
Il comando della 4ª Armata delle guardie sovietica individuò subito il movimento di sganciamento dalle prime linee del 4. Panzerkorps-SS, ma lo interpretò ottimisticamente come una manovra di ritirata e come un segnale della fine dei tentativi tedeschi di soccorrere Budapest; quindi pianificò la ripresa delle operazioni offensive senza attendersi nuovi attacchi nel settore meridionale, pianeggiante e quindi adatto alle manovre con mezzi corazzati anche se reso fangoso dalle piogge. In realtà il 4. Panzerkorps-SS effettuò con rapidità ed efficienza, nonostante le proibitive condizioni climantiche, il nuovo raggruppamento a sud, passando per Komarno, ed il 18 gennaio fu in posizione per attaccare da Székesfehérvár verso ovest in direzione del Danubio allo scopo di frantumare in due parti il 3º Fronte ucraino del maresciallo Tolbuchin prima di risalire a nord verso Budapest.

### Konrad III
Il comando tedesco dei generali Wöhler e Balck aveva raggruppato le sue forze migliori per quest'ultimo tentativo di sbloccare Budapest, l'operazione "Konrad III"; a ovest di Székesfehérvár le due divisioni corazzate "Totenkopf" e "Wiking" del 4. Panzerkops-SS, appena giunte da Komarno, vennero rinforzate con la 1. e la 3. Panzer-Division, mentre più a nord si schierarono il 3º Panzerkorps con la 23. Panzer-Division e un battaglione di carri pesanti Panzer VI Tiger I, ed il 1º Corpo di cavalleria con la 6. Panzer-Division e la 96ª e 711ª Divisione fanteria. A nord del Danubio invece le forze tedesche si stavano indebolendo a causa dell'imminente partenza della 20. e della 8. Panzer-Division per il fronte centrale che stava crollando sotto la massiccia avanzata dell'Armata Rossa iniziata il 12 gennaio.

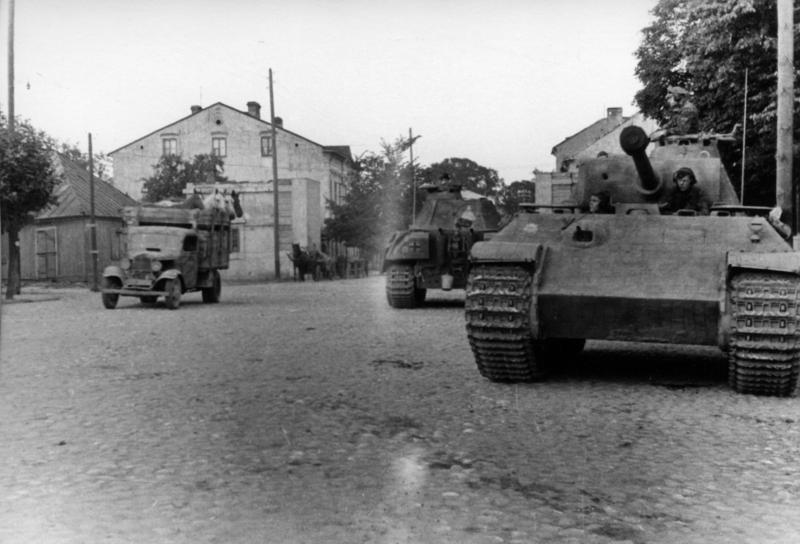
Due carri tedeschi Panther della 3. SS-Panzerdivision "Totenkopf" sul fronte orientale.

L'attacco del 4. Panzerkorps-SS del generale Gille ottenne l'auspicata sorpresa iniziale e colpì subito il 135º Corpo di fucilieri sovietico della 4ª Armata delle guardie che, privo di mezzi corazzati, subì forti perdite e non riuscì a contenere i panzer che avanzarono, nonostante le difficoltà del clima invernale, per oltre 30 km nel corso del primo giorno, in direzione di Dunapentele, importante città sul Danubio. Allarmato, il maresciallo Tolbuchin fece intervenire a sostegno della 4ª Armata delle guardie, prima il 7º Corpo meccanizzato, che non riuscì a fermare i carri armati tedeschi, e poi il 133º Corpo di fucilieri e il 18º Corpo corazzato. Il 19 gennaio nonostante questi rinforzi, la situazione sovietica divenne più critica: le Panzer-Divisionen respinsero i contrattacchi, attraversarono d'assalto il canale Sarviz e la "Wiking" e la 3. Panzer-Division raggiunsero nella serata dello stesso giorno Dunapentele.
La mattina del 20 gennaio, con le forze corazzate tedesche sul Danubio, il 3º Fronte ucraino del maresciallo Tolbuchin era ora diviso in due parti, con le forze a sud dello sfondamento tedesco (57ª Armata sovietica, 1ª Armata bulgara e 12º Corpo jugoslavo), isolate dal grosso del fronte a nord, ed a rischio di essere accerchiate. Anche a Székesfehérvár la situazione per i sovietici era difficile; la 1. Panzer-Division stava attaccando da tre direzioni l'importante nodo stradale difeso dai fucilieri del 133º Corpo e dai carri del 18º Corpo corazzato. Nella serata del 20 gennaio il maresciallo Tolbuchin, dopo essersi consultato con il comandante della 57ª Armata, generale Šarokin (che sconsigliò una ritirata), decise, dopo aver consultato anche Stalin, di rimanere sulle posizioni senza ripiegare con tutte le sue forze a est del Danubio, continuare a combattere, ed organizzare uno schieramento a sud per impedire una risalita delle divisioni nemiche verso Budapest.
In effetti, il 4. Panzerkorps-SS, dopo aver raggiunto il Danubio, effettuò il cambio di direzione verso nord ed il 22 gennaio passò all'attacco tra il Lago di Velence ed il fiume, marciando in direzione di Budapest. Mentre le due divisioni Waffen-SS "Totenkopf" e "Wiking" attaccavano lungo il corso del Danubio, un secondo raggruppamento (costituito principalmente dalla 1. Panzer-Division) entrò la sera stessa a Székesfehérvár, abbandonata dalle forze sovietiche del 133º Corpo dopo una dura battaglia di quattro giorni, e avanzò sul fianco sinistro delle Waffen-SS. La situazione della 4ª Armata delle guardie era precaria; attaccati dalle forze corazzate tedesche, il 5º Corpo di cavalleria delle guardie e il 1º Corpo meccanizzato delle guardie, schierati dal maresciallo Tolbuchin per bloccare il nemico, dovettero invece ripiegare mentre i panzer giunsero la notte del 24 gennaio a soli 25 km dalla periferia meridionale di Budapest, nella regione di Ercsi e Martonvásár.

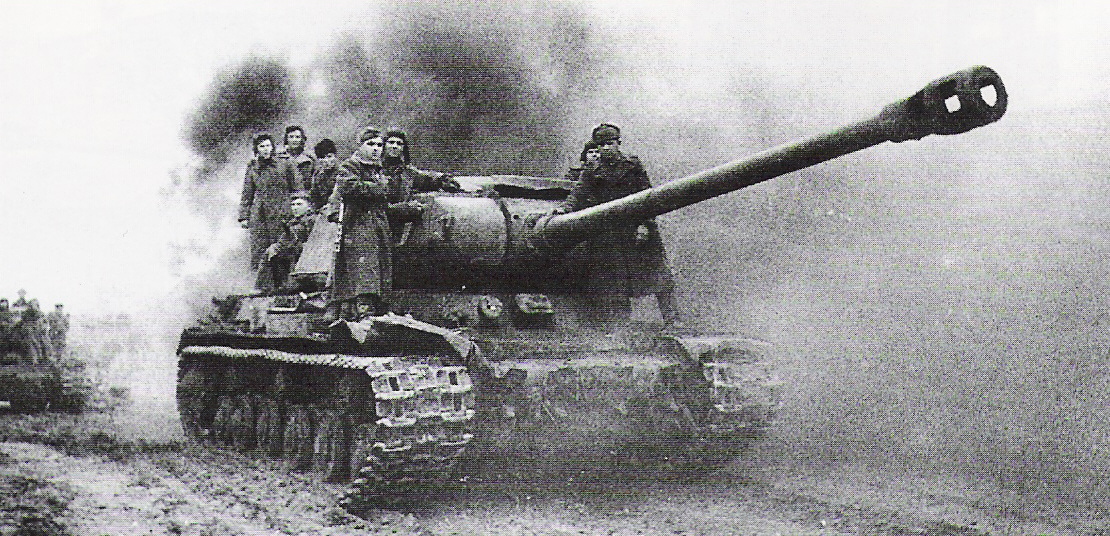
Carro sovietico JS II in azione durante la campagna d'Ungheria del 1944-45

In questa fase si presentò la possibilità concreta, almeno per una parte della guarnigione tedesco-ungherese di sfuggire all'accerchiamento e tentare una sortita abbandonando la capitale e marciando in direzione delle colonne di soccorso del 4. Panzerkorps-SS, ma Hitler proibì questa manovra di ritirata contando invece in un successo totale delle forze del generale Gille, ritenendole in grado di raggiungere la città e mantenerne quindi saldamente il possesso. L'occasione favorevole ai tedeschi fu di breve durata; dopo il 24 gennaio la resistenza sovietica si rafforzò considerevolmente, un attacco tedesco sulla linea del fiume Vál venne respinto, e le colonne corazzate, logorate dalle perdite e dalla estenuante avanzata in pieno inverno non riuscirono a proseguire oltre. Anche lo stato maggiore del 4. Panzerkorps-SS commise alcuni errori tattici e, nonostante i successi iniziali, non si dimostrò in grado di condurre con successo un'offensiva su larga scala; lo stesso generale Gille diede prova di energia e combattività ma anche di insufficiente preparazione.
Decisivo fu inoltre l'intervento, a sostegno del 1º Corpo meccanizzato delle guardie, del 30º Corpo di fucilieri e soprattutto del 23º Corpo corazzato, fatto scendere opportunamente a sud del Danubio per rinforzare il 3º Fronte ucraino, dal maresciallo Malinovskij, che agì autonomamente senza preventiva autorizzazione dello Stavka. Il corpo corazzato sovietico rafforzò notevolmente lo sbarramento del maresciallo Tolbuchin a sud-ovest di Budapest e contribuì a dare inizio al contrattacco a partire dal 26 gennaio, costringendo le Waffen-SS sulla difensiva. Il 27 gennaio, l'attacco sovietico si sviluppò con successo tra Dunapentele e il canale Sarviz. Anche quest'ultimo tentativo tedesco di accorrere in soccorso dei difensori di Buda (Pest era caduta in mano sovietiche fin dal 18 gennaio) era quindi fallito e negli ultimi giorni del mese anche i generali Wöhler, Balck e Guderian abbandonarono tutte le speranze, mentre lo stesso Hitler diede ordine di sospendere la controffensiva pur continuando ad imporre la resistenza ad oltranza delle residue forze assediate ed a ipotizzare nuove offensive con l'aiuto della 6. Panzerarmee. Sul campo intanto le quattro Panzer-Divisionen del 4º Panzerkorps-SS, molto indebolite, vennero lentamente respinte dalle crescenti forze sovietiche (due corpi corazzati, due corpi di fucilieri, un corpo di cavalleria e un corpo meccanizzato), e costrette ad abbandonare gran parte delle posizioni conquistate.

## Caduta di Budapest
A partire dal 20 gennaio, mentre si sviluppava con apparente successo l'operazione "Konrad III", lo Stavka, oltre a riorganizzare il suo schieramento a nord del Danubio, ritirando temporaneamente la 6ª Armata corazzata delle guardie ed il Gruppo Pliev, aveva imposto al maresciallo Malinovskij di accelerare al massimo le operazioni a Budapest per schiacciare la guarnigione di Buda, effentuando un nuovo raggruppamento di forze e migliorando la catena di comando per rendere più efficace il coordinamento ed il controllo delle truppe sovietiche impegnate negli scontri all'interno della area urbana. I combattimenti a Buda furono estremamente cruenti ed ebbero termine solo il 13 febbraio con la conquista totale della città e la resa delle ultime forze tedesco-ungheresi; un disperato tentativo di sortita dell'ultima ora era fallito, mentre le forze di soccorso del generale Gille, avevano ripiegato sulle posizioni di partenza, pur mantenendo il possesso di Székesfehérvár.
L'operazione Konrad, durata nelle sue varie fasi per quasi tutto il mese di gennaio 1945, aveva ottenuto alcuni successi tattici e causato apprensioni e problemi al comando sovietico, ma era completamente fallita e non aveva raggiunto risultati strategici, anche se aveva dimostrato ancora una volta il valore e la preparazione delle truppe corazzate della Wehrmacht e delle Waffen-SS, in grado, anche in quest'ultima fase della guerra, di creare gravi difficoltà alle forze nemiche.
A livello complessivo del fronte orientale, il trasferimento e l'impiego di forze corazzate sempre più numerose in Ungheria, per volere di Hitler, ma anche con il sostanziale consenso del generale Guderian, si dimostrò un grave errore: il 24 gennaio mentre le forze del generale Herbert Gille erano a 25 km da Budapest, le potenti armate corazzate dei marescialli Georgij Žukov e Ivan Konev giungevano, al termine di una travolgente avanzata sulla ben più importante direttrice verso la Germania, vicinissimi all'Oder e a meno di 100 km da Berlino. La debolezza delle riserve corazzate tedesche nel settore centrale del fronte, depauperato di una parte delle sue forze a vantaggio dell'Ungheria, aveva contribuito alla pesante disfatta tedesca.
Paradossalmente Hitler, anche dopo questa dolorosa esperienza, avrebbe continuato ancora a rafforzare il fronte ungherese, inviando a febbraio l'intera 6. Panzerarmee (reduce dalle Ardenne) nell'area del lago Balaton, e sferrando il 6 marzo l'inutile e fallimentare Operazione Frühlingserwachen ("risveglio di primavera"), pregiudicando definitivamente la solidità delle difese sulla via di Berlino.